# Pearlington
Pearlington és una concentració de població designada pel cens dels Estats Units a l'estat de Mississipi. Segons el cens del 2000 tenia 1.684 habitants.

## Demografia
Segons el cens del 2000, Pearlington tenia 1.684 habitants, 648 habitatges, i 460 famílies. La densitat de població era de 71,4 habitants per km².
Dels 648 habitatges en un 31,5% hi vivien nens de menys de 18 anys, en un 52,3% hi vivien parelles casades, en un 11,9% dones solteres, i en un 29% no eren unitats familiars. En el 23,3% dels habitatges hi vivien persones soles el 9,4% de les quals corresponia a persones de 65 anys o més que vivien soles. El nombre mitjà de persones vivint en cada habitatge era de 2,6 i el nombre mitjà de persones que vivien en cada família era de 3,08.
Per edats la població es repartia de la següent manera: un 25,8% tenia menys de 18 anys, un 7,3% entre 18 i 24, un 24,8% entre 25 i 44, un 29,1% de 45 a 60 i un 12,9% 65 anys o més.
L'edat mediana era de 40 anys. Per cada 100 dones de 18 o més anys hi havia 103,4 homes.
La renda mediana per habitatge era de 31.224 $ i la renda mediana per família de 36.711 $. Els homes tenien una renda mediana de 32.450 $ mentre que les dones 25.948 $. La renda per capita de la població era de 14.040 $. Entorn del 18,2% de les famílies i el 17,6% de la població estaven per davall del llindar de pobresa.

## Poblacions més properes
El següent diagrama mostra les poblacions més properes.